# Peter Eastgate
Peter Nicolas Eastgate, né le 13 décembre 1985 au Danemark est un joueur de poker professionnel danois, vainqueur du Main Event des World Series of Poker 2008.

## Jeunesse et Etudes
Eastgate grandit à Dalum, une banlieue d'Odense, au Danemark, et découvre le poker avec ses camarades de classe lors de ses études au Sct. Knuds Gymnasium. Il a fréquenté l'Université d'Aarhus pour étudier l'économie, mais a abandonné pour jouer au poker à plein temps.

## Poker
En novembre 2008, Peter Eastgate remporte le Main Event des World Series of Poker et 9 152 416 $,,.
Il devient à 22 ans le plus jeune champion à avoir remporté le WSOP Main Event, surclassant Phil Hellmuth qui l'avait gagné à 24 ans en 1989.
Il profite ensuite de sa notoriété pour participer à l'émission de cash game High Stakes Poker.
En janvier 2009, il gagne un side event du PCA à 4 800 $ et remporte 343 000 $.
En février 2009, Peter Eastgate se lance dans l'humanitaire, il crée le site Friends Of Eastgate, qui a pour but d'aider les enfants les plus démunis avec une partie de ses gains du poker. Il invite les joueurs à faire un geste.
En juillet 2009, il termine 78e du WSOP Main Event et gagne 68 979 $.
En octobre 2009, Peter finit 2e de l'EPT Londres, il remporte 530 000 £.
En juillet 2010, Peter Eastgate décide d’interrompre sa carrière de joueur professionnelle de poker :

« Quand j’ai commencé à jouer et à vivre du poker, je n’avais pas l’intention de passer le reste de ma vie comme joueur de poker professionnel. Mon but était avant tout de devenir indépendant sur le plan financier. J’y suis parvenu en remportant le Main Event 2008. La période qui a suivi m’a permis de faire des tournois à travers la planète, de découvrir des endroits merveilleux et de rencontrer un tas de nouvelles personnes. C’était une expérience magnifique. Les 20 mois suivants ma victoire aux WSOP, j’ai ressenti une perte de motivation à jouer au poker de haut niveau. J’ai donc pris la décision de m’arrêter et réfléchir à ce que j’allais faire du reste de ma vie. Je ne sais pas encore ce que ce sera. J’ai décidé de prendre un break des tournois de poker live afin de me consacrer à Peter Eastgate, la personne. Je tiens à remercier PokerStars, mes amis et ma famille qui m’ont apporté leur plus grand soutien ces 20 derniers mois, ainsi que dans ma décision de prendre du recul avec le poker. »

En novembre 2010, il met son bracelet aux enchères sur eBay au profit de l'Unicef. La vente se termine le 25 novembre et atteint un montant de 147 500 $.
En Juillet 2012, on le trouve néanmoins en table finale du l'event #56 des WSOP $1,500 NLHE des WSOP au cours duquel remporte 209 111 $.
Sa dernière présence sur le circuit de tournois professionnels remonte à 2013 à l'ISPT de Londres.

Avec plus de 11 millions de dollars de gains cumulés en tournoi, il est toujours, en 2018, numéro 1 de Denmark All Time Money List.